# Philomena
"Філомена" (лат. Philomena) — медичний трактат середньовічного англійського хірурга Джона Бредмора, написаний приблизно між 1403 роком і смертю автора в 1412 роц .

## Історія

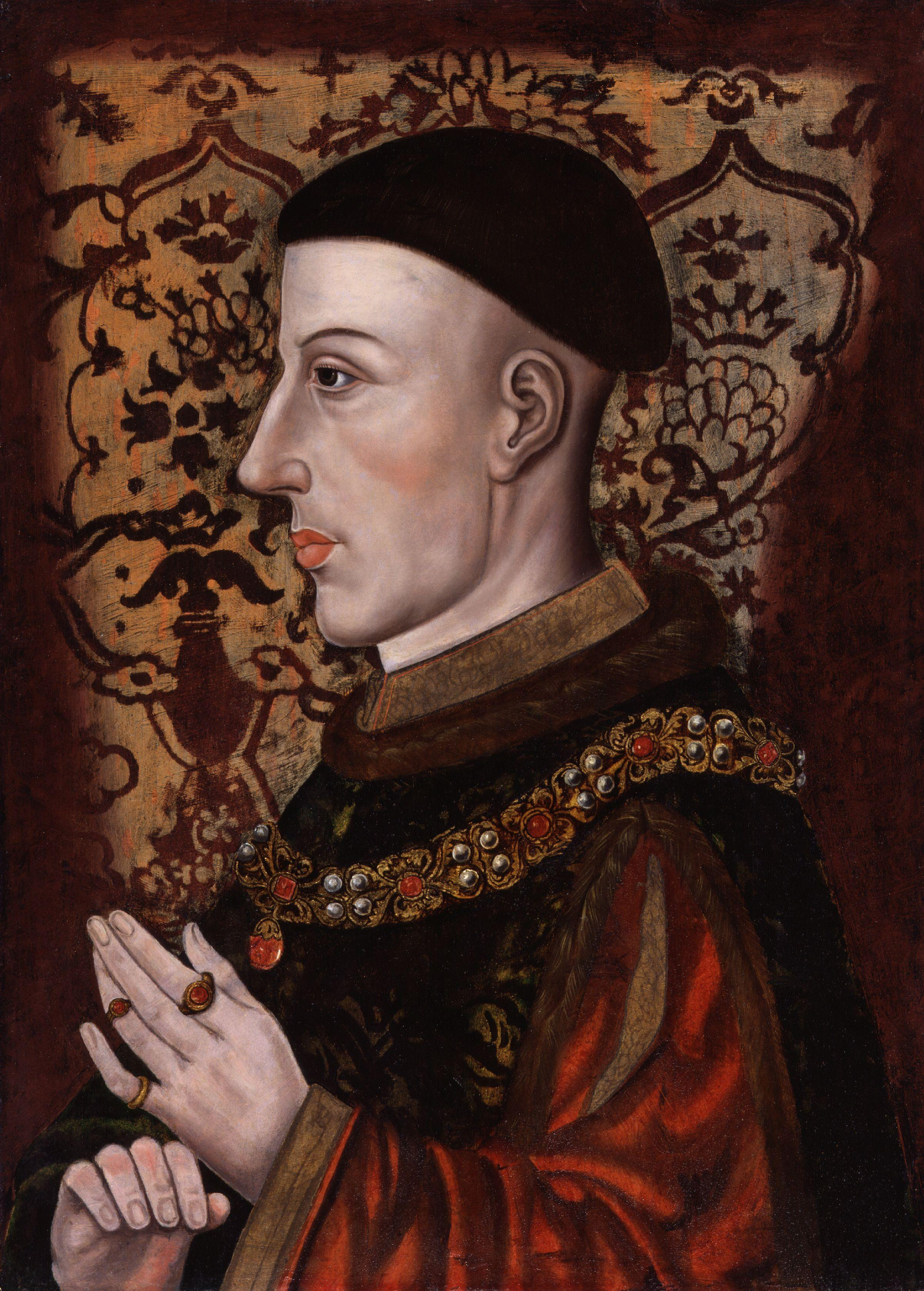
Пізніший портрет Генріха V, кінець 16-го або початок 17-го століття

Джон Бредмор був металообробником і практикуючим хірургом за часів правління англійського короля Генріха IV. 
1403 року Бредмор був ув'язнений за підозрою у використанні своїх навичок металообробки в незаконних цілях, а саме у підробці монет. Однак після того, як шістнадцятирічний принц Генріх був поранений в обличчя в Шрусбері, Бредмор був звільнений, щоб допомогти принцу.
Бредмор відвідав принца в Кенілворті, куди пораненого Генріха відвезли після битви. Стріла пробила лівий бік під оком біля носа молодого принца, ледь не зачепивши стовбур мозку і навколишні артерії. Коли хірурги спробували витягти стрілу, древко зламалося, залишивши вістря в черепі на глибині близько п'яти-шести дюймів (приблизно 12-15 сантиметрів). Кілька інших лікарів вже були викликані для вирішення проблеми, але не змогли допомогти.
Бредмор наказав заливати рану медом і винайшов інструмент для екстракції, що являв собою два щипці з різьбленням, що утримували центральний різьблений стрижень, який можна було вставити в рану: за формою він нагадував конічний різьблений стрижень всередині розщепленого циліндра. Як тільки кінець щипців потрапляв у втулку вістря стріли, різьблений стрижень повертався, розкриваючи щипці у втулці наконечника, фіксуючи його на місці, щоб він міг бути витягнутий разом з пристроєм. 
Інструмент був швидко виготовлений або самим Бредмором, або ковалем за детальним описом останнього. Джон Бредмор сам вводив його в рану, щоб успішно витягти наконечник стріли. Потім рану заливали спиртом (вином), щоб очистити її. Принца було врятовано. 
Внаслідок цього Бредмор став придворним хірургом і згодом почав писати наукові праці.
У трактаті, який Джон Бредмор назвав "Філомена", він описує свою медичну практику. Працю опублікував зять Брадмора, Джон Лонг. Оригінал був написаний латинською мовою.

## Зміст
Крім детального опису пристрою для екстракції та лікування принца, у трактаті Джон Бредмор також детально описав лікування майстра королівських павільйонів, який зробив невдалу спробу покінчити життя самогубством. Він завдав собі дві рани в живіт, одна з яких була досить обширна. Лікування тривало 86 днів і закінчилося успішно, пацієнт вижив. Спроба самогубства, судячи з усього, відноситься до першого року правління Генріха IV, тобто до 1399 або 1400 року. На момент вступу Генріха IV на престол цю посаду обіймав Вільям Вінслоу, але вже 8 жовтня 1399 року його замінили на Джона Дрейтона. 
Хоча ім'я свого пацієнта Бредмор не називає, але найімовірніше ним був Вінслоу, оскільки Дрейтон, який обіймав посаду до своєї смерті 1408 року, виявляв достатню активність у перший рік правління нового короля. Можливо, зміщення Вінслоу було спричинене неможливістю ним виконувати свої обов'язки, оскільки його лікування зайняло понад 2 місяці. При цьому Вінслоу був живий ще 1403 року, що підтверджує успішність лікування.
Навівши обидва зазначені випадки, Бредмор як продемонстрував своє вміння заліковувати рани, з якими не змогли впоратися інші лікарі, так і вказав на високий статус своїх пацієнтів.

## Переклади
На англійську мову трактат був перекладений у 1446 році.. 